# 이천휴게소
이천휴게소(利川休憩所, Icheon Service Area)는 경기도 이천시 마장면과 신둔면에 위치한 중부고속도로와 제2중부고속도로의 휴게소이다. 중부고속도로 양방향과 제2중부고속도로 하남방향에만 휴게소가 존재하며, 이 중 중부고속도로 하남방향과 제2중부고속도로 하남방향의 경우 통합형으로 설치되어 있으며, 2023년 10월 17일에 현재의 이천쌀휴게소로 명칭이 변경되었다. 주소는 중부고속도로 청주방향의 경우 경기도 이천시 마장면 중부대로609번길 244-35이고, 중부고속도로 하남방향과 제2중부고속도로 하남방향의 경우 경기도 이천시 신둔면 서이천로853번길 346-129이다. 2017년 12월 20일 중부고속도로 하남방향과 제2중부고속도로 하남방향 휴게소 내에 하이패스 전용 나들목인 신둔 나들목이 개통되었다.

## 시설
- 관리기관: 서창산업(중부고속도로 청주방향), 삼성출판사(중부고속도로 하남방향, 제2중부고속도로 하남방향)
- 브랜드매장 : 디핀다트, 스태프핫도그, 카페베네, 콩불
- 현금인출기 : IBK기업은행(중부고속도로 청주방향)
- 정유소 : 알뜰주유소
- LPG 충전소 : 현대오일뱅크(중부고속도로 청주방향), GS칼텍스(중부고속도로 하남방향, 제2중부고속도로 하남방향)
- 경정비소 : 없음
- 화물휴게소 : 없음
- 테마휴게소 : 1970년대 추억의 거리(중부고속도로 청주방향), 능소화 넝쿨터널(중부고속도로 하남방향, 제2중부고속도로 하남방향)
- 대표음식 : 매실 제육덮밥(중부고속도로 청주방향), 갈치세트(중부고속도로 하남방향, 제2중부고속도로 하남방향), 곤지암 소머리 국밥(중부고속도로 하남방향, 제2중부고속도로 하남방향)

## 전후
중부고속도로 청주 방향
- 마장 분기점 ← 이천휴게소 ← 서이천 나들목
- 음성휴게소 ← 이천휴게소 ← 하남드림휴게소

중부고속도로 하남 방향
- 서이천 나들목 → 이천쌀휴게소·신둔 나들목 → 곤지암 분기점
- 마장프리미엄휴게소 → 이천쌀휴게소·신둔 나들목 → 하남드림휴게소

제2중부고속도로 하남 방향
- 마장 분기점 → 이천쌀휴게소·신둔 나들목 → 경기광주 분기점
- 고속도로 기점 → 이천쌀휴게소·신둔 나들목 → 고속도로 종점

## 다음 휴게소
상행선
- 중부고속도로 하남방향: 하남드림휴게소 32km

하행선
- 중부고속도로 청주방향: 음성휴게소 29km

## 같이 보기
- 신둔 나들목